# Marchese di Denia
Il titolo di marchese di Dénia fu concesso nel 1487 da Isabella di Castiglia e da Ferdinando II di Aragona, i cosiddetti Re Cattolici di Spagna, a Diego Gómez de Rojas y Sandoval (1487-1502) figlio di Fernando de Sandoval y Avellaneda, 2º conte di Castrojeriz e di Juana Manrique de Lara.

## Marchesi di Denia
|      | Titolari                                                        | Periodo          | Relazioni familiari |
| ---- | --------------------------------------------------------------- | ---------------- | --- |
| I    | Diego Gómez de Sandoval y Manrique de Lara                      | 1484-1502        | sposa Catalina de Mendoza |
| II   | Bernardo Gómez de Sandoval y Mendoza                            | 1502-1536        | figlio di Diego Gomez, sposa Francisca Enriquez, cugina di Ferdinando II di Aragona, e acquista così il titolo di Grande di Spagna                                          |
| III  | Luis Gómez de Sandoval y Enríquez                               | 1536-1570        | figlio di Bernardo, sposa Catalina de Zuñiga y Cardenas |
| IV   | Francisco Gómez de Sandoval y Zúñiga                            | 1570-1574        | figlio di Luis Gomez, sposa Isabel de Borja |
| V    | Francisco Gómez de Sandoval y Borja                             | 1574-1625        | figlio di Francisco Gomez e di Isabel de Borja, sposa Catalina de Lacerda. È nominato 1º Duca di Lerma da Filippo III di Spagna ed è nominato cardinale da Paolo V nel 1618 |
| VI   | Francisco Gómez de Sandoval y Padilla                           | 1625-1635        | |
| VII  | Mariana Gómez de Sandoval y Enríquez de Cabrera                 | 1635-1651        | |
| VII  | Ambrosio de Aragón y Sandoval                                   | 1651-1659        | |
| VII  | Catalina de Aragón y Sandoval                                   | 1660-1697        | |
| VIII | Luis Francisco de la Cerda y Aragón                             | 1697-1711        | |
| IX   | Nicolás Fernández de Córdoba y de la Cerda                      | 1711-1739        | |
| X    | Luis Fernández de Córdoba y Spínola                             | 1739-1768        | |
| XI   | Pedro de Alcántara Fernández de Córdoba y Moncada               | 1768-1789        | |
| XII  | Luis Fernández de Córdoba y Gonzaga                             | 1789-1806        | |
| XIII | Luis Fernández de Córdoba y Benavides                           | 1806-1840        | |
| XIV  | Luis Fernández de Córdoba y Ponce de León                       | 1840-1873        | |
| XV   | Luis Fernández de Córdoba y Pérez de Barradas                   | 1873-1879        | |
| XVI  | Luis Fernández de Córdoba y Salabert                            | 1880-1956        | |
| XVII | Victoria Eugenia Fernández de Córdoba y Fernández de Henestrosa | attuale titolare | |